# Radi iònic

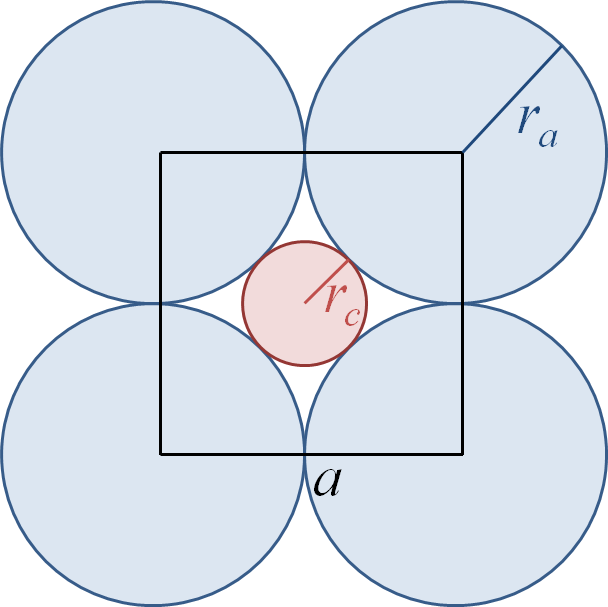
Esquema de la hipòtesi de Landé

El radi iònic és el radi de l'esfera d'un catió o anió monoatòmics en un cristall iònic i que conté, en primera aproximació, la totalitat de la seva càrrega elèctrica. Per regla general els valors es troben entre uns 30 pm pels més petits i 200 pm pels majors.
El primer intent per obtenir el radi d'un sol ió fou realitzat pel físic alemany Alfred Landé el 1920. Suposà que el catió liti, Li+, és el més petit de tots els cations car només té electrons a l'orbital atòmic 1s, i que en els halogenurs de liti, els anions halogenur més voluminosos per tenir molts d'orbitals atòmics ocupats, es tocarien entre ells, ja que el Li+ no tendria volum suficient per evitar-ho i restaria als buits que queden entre esferes dels anions. A partir dels estudis de l'estructura cristal·lina mitjançant difracció de raigs X és possible determinar la distància entre nuclis dels anions; llavors el radi iònic d'un halogenur és la meitat d'aquesta distància. Els valors que obtingué Landé foren r(I– = 213 pm; r(Br–) = 188 pm; r(Cl–) = 172 pm; r(F–) = 132 pm. D'altres investigadors com William Lawrence Bragg, Jarl Axel Wasastjerna i Victor Moritz Goldschmidt aplicaren el mètode de Landé i aconseguiren obtenir més de vuitanta radis iònics. Per la seva part el químic nord-americà Linus Pauling a partir del 1927 aplicà un mètode teòric pel càlcul dels radis iònics a partir de la càrrega nuclear efectiva.

## Factors que influeixen
Els principals factors que influeixen en els radis iònics són:
1. En augmentar el nombre d'electrons en el mateix element, augmenta la repulsió entre ells i el radi augmenta, i a la inversa. Per això si un element forma cations i anions, aquests són de major radi que aquells i l'àtom neutre té un radi intermedi. I si un element forma diversos cations, el radi disminueix en augmentar la càrrega.
2. Per a ions de la mateixa càrrega, el radi augmenta en augmentar el nombre de nivells energètics dels electrons a l'ió. Això comporta que elements del mateix grup de la taula periòdica, amb la mateixa càrrega, el radi augmenta amb la massa atòmica relativa.
3. Els ions isoelectrònics, això és que tenen el mateix nombre d'electrons, el radi disminueix en augmentar la càrrega nuclear.
4. Els lantanoides experimenten la contracció dels lantanoides, és a dir una disminució de radi a mesura que augmenta el nombre atòmic. Això és degut al fet que els lantanoides en estat trivalent tenen configuració electrònica 5s²5p⁶ i l'electró addicional d'un element a l'altre se situa en els orbitals interns 4f, on no exerceixen efecte de pantalla; per la qual cosa els electrons externs estan sotmesos a una major càrrega nuclear no apantallada en augmentar el nombre atòmic.
5. La contracció dels lantanoides es manifesta en els elements següents de la taula periòdica, com ara l'hafni, Hf, i el tàntal, Ta, els quals cations posseeixen, per aquesta causa, menor o igual radi iònic que els elements situats just a sobre.
6. En els cations dels elements de transició no es produeix una reducció de radi comparable a la dels lantanoides.[8]